# إلدار حسنوفيتش
إلدار حسنوفيتش (بالإنجليزية: Eldar Hasanovic)‏ (ولد في 12 يناير 1990 في سراييفو، البوسنة والهرسك) لاعب كرة قدم بوسني يجيد اللعب في مركز الوسط المحوري وبدرجة أقل الوسط المدافع والوسط المهاجم. يلعب حاليا لصالح سترة البحريني منذ 2022.

## المسيرة الرياضية

### الأندية
في 1 يوليو 2000 بدأ حسنوفيتش مسيرته الرياضية في الفئات العمرية في جيلييزنيتشار ساراييفو البوسني في صفقة انتقال حر.
في 1 يوليو 2007 انتقل من جيلييزنيتشار ساراييفو تحت 19 سنة إلى جيلينا السلوفاكي في صفقة انتقال حر. في موسمه الأول 2007-2008 وفي بطولة دوري الدرجة الممتازة ساهم في احتلال فريقه المركز الثاني برصيد 73 نقطة من 33 مباراة بفارق 11 نقطة عن البطل بيترزالكا. وفي بطولة كأس سلوفاكيا ساهم في وصول فريقه إلى الدور النصف النهائي عندما خسر من بيترزالكا 0-2 في مجموع المباراتين. وفي بطولة دوري أبطال أوروبا ساهم في وصول فريقه إلى الدور التمهيدي الثاني عندما خسر من سلافيا براغ التشيكي بركلات الترجيح بعد تعادلهما 0-0 في مجموع المباراتين.
في موسمه الثاني 2008-2009 وفي بطولة دوري الدرجة الممتازة ساهم في احتلال فريقه المركز الثاني برصيد 62 نقطة من 33 مباراة بفارق 8 نقاط عن البطل سلوفان براتيسلافا. وفي بطولة كأس سلوفاكيا ساهم في وصول فريقه إلى الدور الربع النهائي عندما خسر من سلوفان براتيسلافا 1-2 في مجموع المباراتين. وفي بطولة كأس الاتحاد الأوروبي ساهم في وصول فريقه إلى دور المجموعات عندما احتل المركز الرابع في المجموعة السادسة برصيد 4 نقاط من 4 مباريات وبالتالي الفشل في التأهل إلى الدور32.
في موسمه الثالث والأخير 2009-2010 وفي بطولة دوري الدرجة الممتازة ساهم في تتويج فريقه بالبطولة بعدما تصدر الترتيب برصيد 73 نقطة من 33 مباراة ليحقق حسنوفيتش أولى بطولاته الشخصية. وفي بطولة كأس سلوفاكيا خرج من الجولة الأولى عندما خسر في الدور الثاني من كوشيتسه 1-2. وفي بطولة الدوري الأوروبي ساهم في وصول فريقه إلى دور الأول عندما خسر من بارتيزان الصربي 1-3 في مجموع المباراتين.
في 1 أغسطس 2010 انتقل حسنوفيتش من جيلينا إلى فيليز موستار البوسني في صفقة انتقال حر. في موسمه الوحيد 2010-2011 وفي بطولة دوري الدرجة الممتازة ساهم في حصد فريقه 13 نقطة من 15 مباراة. وفي بطولة كأس البوسنة والهرسك خرج من الجولة الأولى عندما خسر في الدور32 من سيليك زينيكا 0-2.
في 20 يناير 2011 انتقل حسنوفيتش من فيليز موستار إلى سيليك زينيكا البوسني في صفقة انتقال حر. في موسمه الوحيد 2010-2011 وفي بطولة دوري الدرجة الممتازة ساهم في احتلال فريقه المركز العاشر برصيد 40 نقطة من 30 مباراة. وفي بطولة كأس البوسنة والهرسك ساهم في وصول فريقه إلى المباراة النهائية عندما خسر من جيلييزنيتشار ساراييفو 0-4 في مجموع المباراتين.
في 1 يوليو 2011 انتقل حسنوفيتش من سيليك زينيكا إلى فيليز موستار البوسني في صفقة انتقال حر. في موسمه الوحيد 2011-2012 وفي بطولة دوري الدرجة الممتازة ساهم في احتلال فريقه المركز الحادي عشر برصيد 33 نقطة من 30 مباراة بفارق نقطة واحدة عن منطقة الهبوط. وفي بطولة كأس البوسنة والهرسك ساهم في وصول فريقه إلى الدور النصف النهائي عندما خسر من شيروكي برييغ 0-2 في مجموع المباراتين.
في 31 أكتوبر 2012 انتقل حسنوفيتش من فيليز موستار إلى جيلييزنيتشار ساراييفو البوسني في صفقة انتقال حر. في موسمه الأول 2012-2013 وفي بطولة دوري الدرجة الممتازة ساهم في تتويج فريقه بالبطولة بعدما تصدر الترتيب برصيد 66 نقطة من 30 مباراة ليحقق حسنوفيتش ثاني بطولاته الشخصية. وفي بطولة كأس البوسنة والهرسك ساهم في وصول فريقه إلى المباراة النهائية عندما خسر من شيروكي برييغ بركلات الترجيح بعد تعادلهما 2-2 في مجموع المباراتين. وفي بطولة دوري أبطال أوروبا خرج من الجولة الأولى عندما خسر من الدور التمهيدي الثاني من ماريبور السلوفيني 2-6 في مجموع المباراتين.
في موسمه الثاني 2013-2014 وفي بطولة دوري الدرجة الممتازة ساهم في احتلاله فريقه المركز الرابع برصيد 57 نقطة من 30 مباراة بفارق 4 نقاط عن البطل زرينيسكي موستار. وفي بطولة كأس البوسنة والهرسك ساهم في وصول فريقه إلى الدور الربع النهائي عندما خسر من سراييفو بقاعدة الأرض خارج الأرض بعد تعادلهما 1-1 في مجموع المباراتين. وفي بطولة دوري أبطال أوروبا خرج من الجولة الأولى عندما خسر في الدور التمهيدي الثاني من فيكتوريا بلزن التشيكي 4-6 في مجموع المباراتين.
في موسمه الثالث والأخير 2014-2015 وفي بطولة دوري الدرجة الممتازة ساهم في احتلاله فريقه المركز الثاني برصيد 63 نقطة من 30 مباراة بفارق 3 نقاط عن البطل سراييفو. وفي بطولة كأس البوسنة والهرسك خرج من الجولة الأولى عندما خسر من في الدور الثمن النهائي من شيروكي برييغ 1-3 في مجموع المباراتين. وفي بطولة الدوري الأوروبي ساهم في وصول فريقه إلى الدور التمهيدي الثاني عندما خسر من ميتالورغ سكوبي المقدوني بقاعدة الأهداف خارج الأرض بعد تعادلهما 2-2 في مجموع المباراتين.
في 1 يوليو 2015 انتقل حسنوفيتش من جيلييزنيتشار ساراييفو إلى اتحاد أبناء سخنين الإسرائيلي في صفقة انتقال حر. في موسمه الوحيد 2015-2016 وفي بطولة دوري الدرجة الممتازة ساهم في احتلال فريقه المركز الخامس برصيد 36 نقطة من 26 مباراة فانتقل إلى دوري البطولة السداسي فاحتل في نهاية المطاف المركز الخامس برصيد 48 نقطة من 36 مباراة. وفي بطولة كأس إسرائيل ساهم في وصول فريقه إلى الدور النصف النهائي عندما خسر من مكابي تل أبيب 2-3.
في 31 أغسطس 2016 انتقل حسنوفيتش من اتحاد أبناء سخنين إلى سلوبودا توزلا البوسني في صفقة انتقال حر. في موسمه الوحيد 2016-2017 وفي بطولة دوري الدرجة الممتازة ساهم في حصد فريقه 29 نقطة من 18 مباراة. وفي بطولة كأس البوسنة والهرسك ساهم في وصول فريقه إلى الدور الثمن النهائي عندما خسر من شيروكي برييغ 1-2 في مجموع المباراتين. وفي بطولة الدوري الأوروبي خرج من الجولة الأولى عندما خسر في الدور التمهيدي الأول من بيتار القدس الإسرائيلي 0-1 في مجموع المباراتين.
في 25 يناير 2017 انتقل حسنوفيتش من سلوبودا توزلا إلى مكابي شعرايم الإسرائيلي في صفقة انتقال حر. في موسمه الوحيد 2016-2017 وفي بطولة دوري الدرجة الثانية ساهم في احتلال فريقه المركز السادس عشر الأخير في دوري الهبوط الثماني برصيد 36 نقطة من 37 مباراة بفارق 7 نقاط عن منطقة الهبوط وبالتالي الهبوط إلى الدرجة الثالثة.
في 28 يونيو 2017 انتقل حسنوفيتش من مكابي شعرايم إلى داليان تراسيندينس الصيني في صفقة انتقال حر. في موسمه الأول 2017 وفي بطولة دوري الدرجة الأولى ساهم في احتلال فريقه المركز الرابع عشر برصيد 31 نقطة من 30 مباراة بفارق الأهداف عن منطقة الهبوط.
في موسمه الثاني 2018 وفي بطولة دوري الدرجة الأولى ساهم في احتلال فريقه المركز الخامس عشر قبل الأخير برصيد 28 نقطة من 30 مباراة بفارق 6 نقاط عن منطقة الأمان وبالتالي الهبوط إلى الدرجة الثانية وبالإضافة إلى ذلك تم حل داليان تراسيندينس بعد عدم استطاعته دفع الرواتب والمكافئات. وفي بطولة كأس الاتحاد الصيني خرج من الجولة الأولى عندما خسر في الدور الثالث من سيتشوان جيونيو من الدرجة الثالثة 1-3.
في 23 أغسطس 2019 انتقل حسنوفيتش من داليان تراسيندينس إلى رادنيك بيلينا البوسني في صفقة انتقال حر. في موسمه الوحيد وفي بطولة دوري الدرجة الممتازة ساهم في حصد فريقه 26 نقطة من 14 مباراة محتلا المركز الثالث. وفي بطولة كأس البوسنة والهرسك خرج فريقه من الجولة الأولى عندما خسر من غوسك كابيلا بركلات الترجيح.
في 14 يناير 2020 انتقل حسنوفيتش من رادنيك بيلينا إلى بيرسيتا تانغيرانغ الإندونيسي في صفقة انتقال حر. في موسمه الوحيد وفي بطولة دوري الدرجة الأولى ساهم في حصد فريقه نقطتين من 3 مباريات محتلا المركز الرابع عشر ثم تم إلغاء البطولة بسبب انتشار جائحة كورونا.
في 23 فبراير 2021 انتقل حسنوفيتش من بيرسيتا تانغيرانغ إلى أولمبيك سراييفو البوسني في صفقة انتقال حر. في موسمه الوحيد 2020-2021 وفي بطولة دوري الدرجة الممتازة ساهم في احتلال فريقه المركز الثاني عشر الأخير برصيد 25 نقطة من 33 مباراة بفارق 8 نقاط عن منطقة الأمان وبالتالي الهبوط إلى الدرجة الأولى.
في 7 سبتمبر 2021 انتقل حسنوفيتش من أولمبيك سراييفو إلى سلوبودا توزلا البوسني في صفقة انتقال حر. في موسمه الوحيد 2021-2022 وفي بطولة دوري الدرجة الممتازة ساهم في حصد فريقه 10 نقاط من 12 مباراة محتلا المركز الرابع. وفي بطولة كأس البوسنة والهرسك ساهم في وصول فريقه إلى الدور الربع النهائي بعدما تغلب في الدور الثمن النهائي على زرينيسكي موستار بركلات الترجيح. في 1 يناير 2022 تم فسخ العقد بين الطرفين.
في 3 أغسطس 2022 انضم حسنوفيتش إلى سترة البحريني في صفقة انتقال حر.

## المنتخبات
شارك حسنوفيتش مع منتخب البوسنة والهرسك تحت 17 سنة في 5 مباريات مسجلا هدفين ضمن تصفيات بطولة أمم أوروبا تحت 17 سنة 2007 وفشل في التأهل إلى النهائيات.
شارك حسنوفيتش مع منتخب البوسنة والهرسك تحت 19 سنة في 5 مباريات ضمن تصفيات بطولة أمم أوروبا تحت 19 سنة 2009 وفشل في التأهل إلى النهائيات.
شارك حسنوفيتش مع منتخب البوسنة والهرسك تحت 21 سنة في مباراة واحدة ضمن تصفيات بطولة يويفا تحت 21 سنة الأوروبية لكرة القدم 2013 وفشل في التأهل إلى النهائيات.

## الإنجازات
- جيلينا
  - دوري السوبر السلوفاكي (1): 2009–10
- جيلييزنيتشار ساراييفو
  - دوري البوسنة والهرسك الممتاز (1): 2012–13